# 出願
| ウィキペディアには「出願」という見出しの百科事典記事はありません（タイトルに「出願」を含むページの一覧/「出願」で始まるページの一覧）。 代わりにウィクショナリーのページ「出願」が役に立つかもしれません。 |